# Elizabeth Cailo
Elizabeth Cailo (2 de julho de 1987) é uma handebolista profissional angolana.
Ela representou seu país, Angola, em 2008.